# Halseyella leucoides
Halseyella leucoides är en fjärilsart som beskrevs av Embrik Strand 1911. Halseyella leucoides ingår i släktet Halseyella och familjen tofsspinnare. Inga underarter finns listade i Catalogue of Life.